# ねこにみかん
『ねこにみかん』は2014年に公開された日本映画。黒川芽以と大東駿介が主演を務め、戸田彬弘が監督を務めた、ヒューマンドラマ。

## 概要
和歌山県の地元有志が制作資金集めから参加し、地域の全面協力のもと制作された。
ロケも全て和歌山県で行われ、全国公開前の2014年3月8日にジストシネマ和歌山にて先行上映された。

## キャスト
- 小野田真知子：黒川芽以
- 上野山智弘：大東駿介
- 児玉里美：竹下かおり
- 児玉由美：東亜優
- 笠松佳代子：高見こころ
- 笠松さやか：中村有沙
- 宇和成美：辰寿広美
- 宇和隆志：清水尚弥
- 上野山正一郎：隆大介

## スタッフ
- 監督・脚本：戸田彬弘
- プロデューサー：有井安仁、戸田彬弘
- 原案：戸田彬弘
- 撮影：根岸憲一
- 録音：光地拓郎
- 美術：塩川節子
- 衣装：水野遼平
- ヘアメイク：北川恵里
- 音楽：福廣秀一朗
- 助監督：的場政行
- 協力：和歌山県「ねこみかん」応援団、Makuake
- 配給：ユナイテッドエンタテインメント